# Kurdistanul Turc

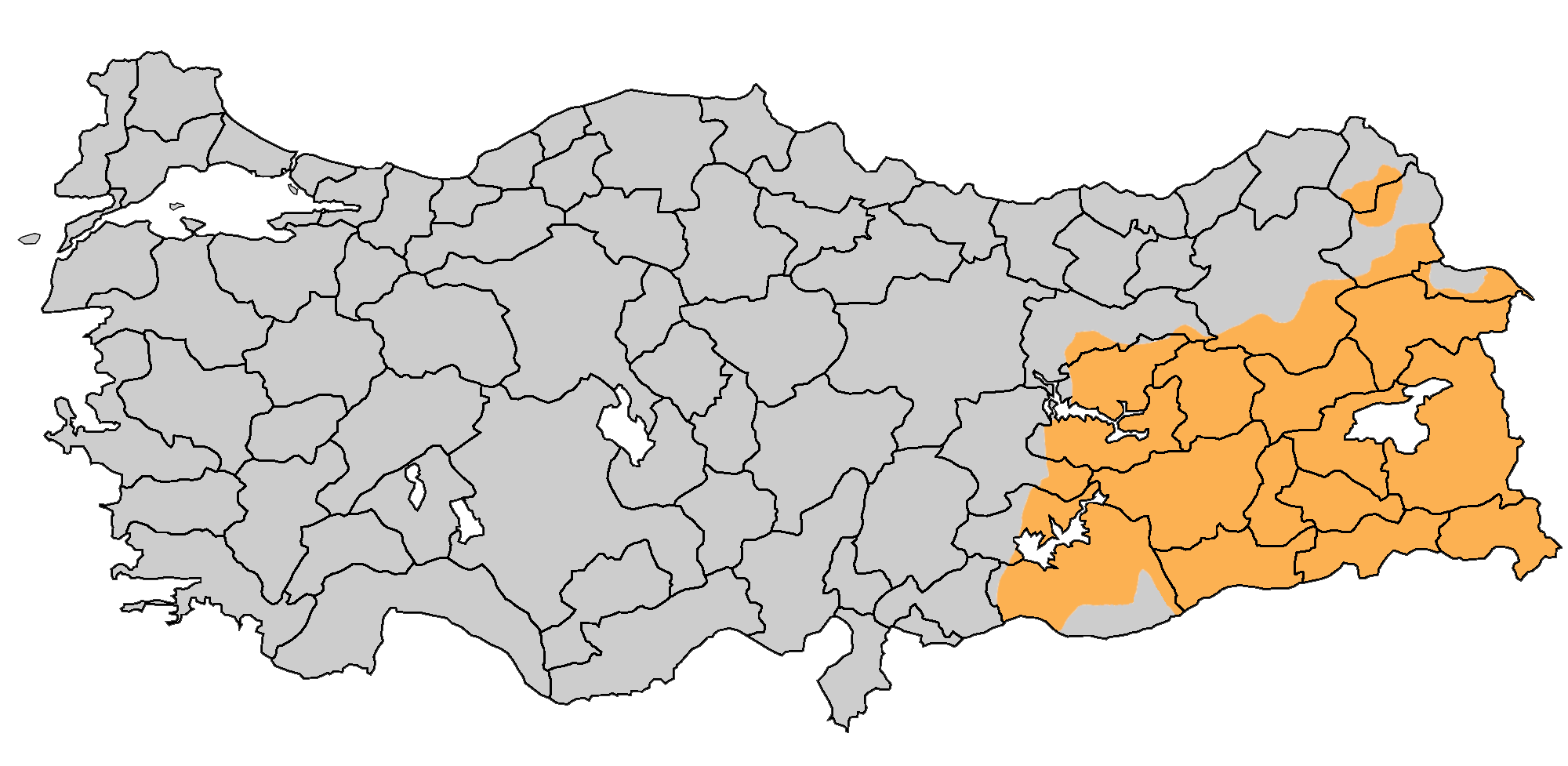
Hartă care prezintă regiunile majoritar kurde din sud-estul Turciei

Kurdistanul Turc sau Kurdistanul de Nord (în kurdă Bakurê Kurdistanê) este numele neoficial atribuit zonei de sud-est a Turciei. Numele se referă la poziționarea istorică și geografică a regiunii în raport cu teritoriul mult mai întins locuit de kurzi.
Kurzii consideră în general că aria denumită Kurdistanul de Nord reprezintă una din cele patru părți ale marelui Kurdistan, care ar mai include teritorii din nordul Siriei (Rojava, sau Kurdistanul de Vest), nordul Irakului (Kurdistanul Irakian sau Kurdistanul de Sud) și vestul Iranului (Kurdistanul Iranian sau Kurdistanul de Est).
Denumirea „Kurdistan” este mai veche. O căutare pe portalul Marii Adunări Naționale a Turciei arată că, spre exemplu pe 9 octombrie 1920 (25.1.1339 după calendarul otoman), cuvântul „Kurdistan” a fost folosit de cel puțin șase ori. În zilele noastre, autoritățile turce nu recunosc denumirea „Kurdistan” și preferă să folosească termenii de Regiunea Anatolia de Sud-Est (Güneydoğu Anadolu Bölgesi) sau Regiunea Anatolia Orientală (Doğu Anadolu Bölgesi).

## Demografie

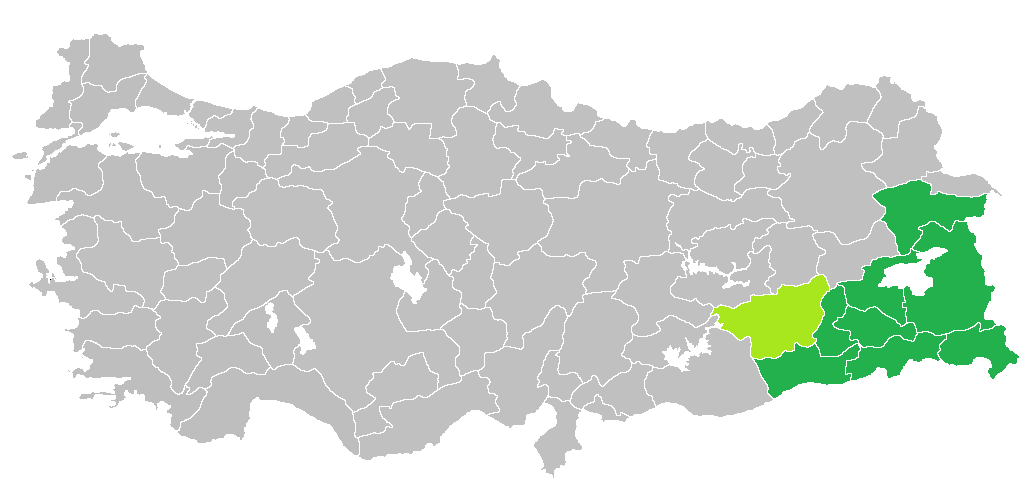
Provinciile majoritar kurde din Turcia conform recensământului din 1965. Cu verde închis, majoritatea absolută (>50%) a locuitorilor vorbește kurda; cu verde deschis, o majoritate relativă (<50%) vorbește kurda.

Kurdistanul turc este locuit preponderent de etnici kurzi, dar și de minorități precum turcii, arabii, zaza sau asirienii.
Conform recensământului din 1965, vorbitorii de kurdă alcătuiesc majoritatea absolută în provinciile Ağrı, Batman, Bitlis, Mardin, Hakkâri, Siirt, Șırnak, Van, și o majoritate relativă în Diyarbakır.

### Rezultatele recensământului din 1965
| Limba maternă | Populațiecifre | Procent |
| ------------- | -------------- | ------- |
| Kurdă         | 1,149,166      | 60.8%   |
| Turcă         | 535,880        | 28.4%   |
| Arabă         | 124,586        | 6.6%    |
| Zazaki        | 60,326         | 3.2%    |
| Altele        | 19,965         | 1.1%    |
| Total         | 1,889,923      | 100%    |